# Myriozoella crustacea
Myriozoella crustacea är en mossdjursart som först beskrevs av Smitt 1868.  Myriozoella crustacea ingår i släktet Myriozoella och familjen Myriaporidae. Inga underarter finns listade i Catalogue of Life.